# Lauchhammer
Lauchhammer là một đô thị thuộc huyện Oberspreewald-Lausitz, bang Brandenburg, Đức.